# Euproctis leonina
Euproctis leonina är en fjärilsart som beskrevs av Turner 1903. Euproctis leonina ingår i släktet Euproctis och familjen tofsspinnare. Inga underarter finns listade i Catalogue of Life.